# Девуатин, Эмиль
Эми́ль Девуати́н (фр. Émile Dewoitine) — французский авиаконструктор и предприниматель.

## Начало карьеры
Эмиль Девуатин родился 26 сентября 1892 года во французском городе Крепи. Во время Первой мировой войны работал в авиастроительной фирме Latécoère. В 1915—1917 годах работал на авиационном заводе А. Анатры в Одессе. В 1920 году Девуатин основал собственную компанию, однако, не добившись успеха во Франции, перебрался в Швейцарию. Швейцарские ВВС приняли на вооружение истребитель Девуатина — Dewoitine D.27.
В 1931 году Девуатин вернулся во Францию и основал фирму Avions Dewoitine. В 1930-е годы на заводе Девуатина в Тулузе был создан ряд примечательных самолётов: первый французский цельнометаллический истребитель-моноплан Dewoitine D.500, 22-местный авиалайнер Dewoitine D.338 и другие.
В 1936 году часть французской авиапромышленности была национализирована. Заводы Девуатина вошли в состав государственной компании SNCAM. В этот период был создан лучший французский истребитель времён Второй мировой войны — Dewoitine D.520. Машина хорошо себя проявила во время Битвы за Францию.

## Вторая мировая война
После капитуляции Франции Девуатин решил было начать бизнес в США, однако правительство Виши сочло это изменой. Девуатин вернулся на работу в компанию SIPA, которая по соглашению между Виши и Германией строила для люфтваффе одну из модификаций учебного самолёта Arado Ar 96.

## После войны
После освобождения Франции Девуатина обвинили в коллаборационизме, вынудив его уехать в Испанию. В Испании Девуатин по соглашению с Hispano Aviación работал над усовершенствованной версией D.520. Позднее конструктор переехал в Аргентину и поступил на работу в Industria Aeronáutica Militar (ныне FAdeA). В Аргентине Девуатин сконструировал первый латиноамериканский реактивный самолёт (FMA I.Ae. 27 Pulqui) и учебный самолёт начальной лётной подготовки FMA I.Ae. 31 Colibrí.
В 1948 году французский суд заочно приговорил Девуатина к двадцати годам исправительно-трудовых работ. В конце жизни Девуатин поселился в Швейцарии. По истечении срока давности вернулся во Францию и поселился в Тулузе, где и провёл остаток дней.